# وادي الريم (الخليل)
وادي الريم هي قرية من قرى محافظة الخليل في فلسطين. تتبع إداريًا وخدماتيًا إلى بلدية سعير. تقع القرية في موقع جغرافي تشرف فيه على البحر الميت. سُميت بهذا الاسم لكثرة الغزلان فيها.

## التاريخ
في 21 مارس 2005، قرر رئيس الوزراء الفلسطيني أحمد قريع إلغاء لجنة مشاريع وادي الريم وضم المنطقة إلى مجلس بلدي سعير.

## السكان
بلغ عدد سكان القرية وفقًا لتعداد 2017 نحو 224 نسمة.

## البنية التحتية

### الاقتصاد
يعتمد سكان القرية على الزراعة ورعي الأغنام. إضافةً إلى وجود عدد من المحاجر.

### المؤسسات
يوجد بها مسجد، ومستوصف، ومدرسة مختلطة تأسست عام 1998، وتُدرس من الصف الأول حتى الصف العاشر. بلغ عدد طلابها حتى عام 2017م حوالى 90 طالب وطالبة.

## الاحتلال الإسرائيلي
يُعاني السكان من وجود مخلفات جيش الاحتلال الإسرائيلي من قذائف ومتفجرات، كون القرية قريبة من معسكرات تدريبه.
في 6 مارس 2012، استشهد طفلين وأُصيب ثلاث آخرون إثر انفجار قذيفة هاون من مخلفات الجيش الإسرائيلي في القرية.